# 九度海峡

九度海峽在地圖上以Nine Degree Channel標示

九度海峡（Nine Degree Channel）位于印度拉克沙群岛中央直辖区的拉克代夫群岛（Laccadive Islands）和米尼科伊岛之间。海峡宽约200公里，约2597米深。东西走向。
九度海峡因位于北纬9度而得名。